# Phổ Kiệt
Phổ Kiệt (tiếng Mãn: ᡦᡠ
ᡤᡳᠶᡝ, Möllendorff: Pu Giye, Abkai: Pu Giye; 16 tháng 4 năm 1907 – 28 tháng 1 năm 1994), tộc Ái Tân Giác La (Aisin Gioro), là em trai và là người kế vị của Phổ Nghi, hoàng đế cuối cùng của Trung Quốc. Năm 1945, ông bị bắt vì hợp tác với Nhật Bản trong Thế chiến II. Năm 1960, ông được thả ra với anh trai và cùng năm đó ông gia nhập Đảng Cộng sản Trung Quốc.

## Tiểu sử

### Thời trẻ

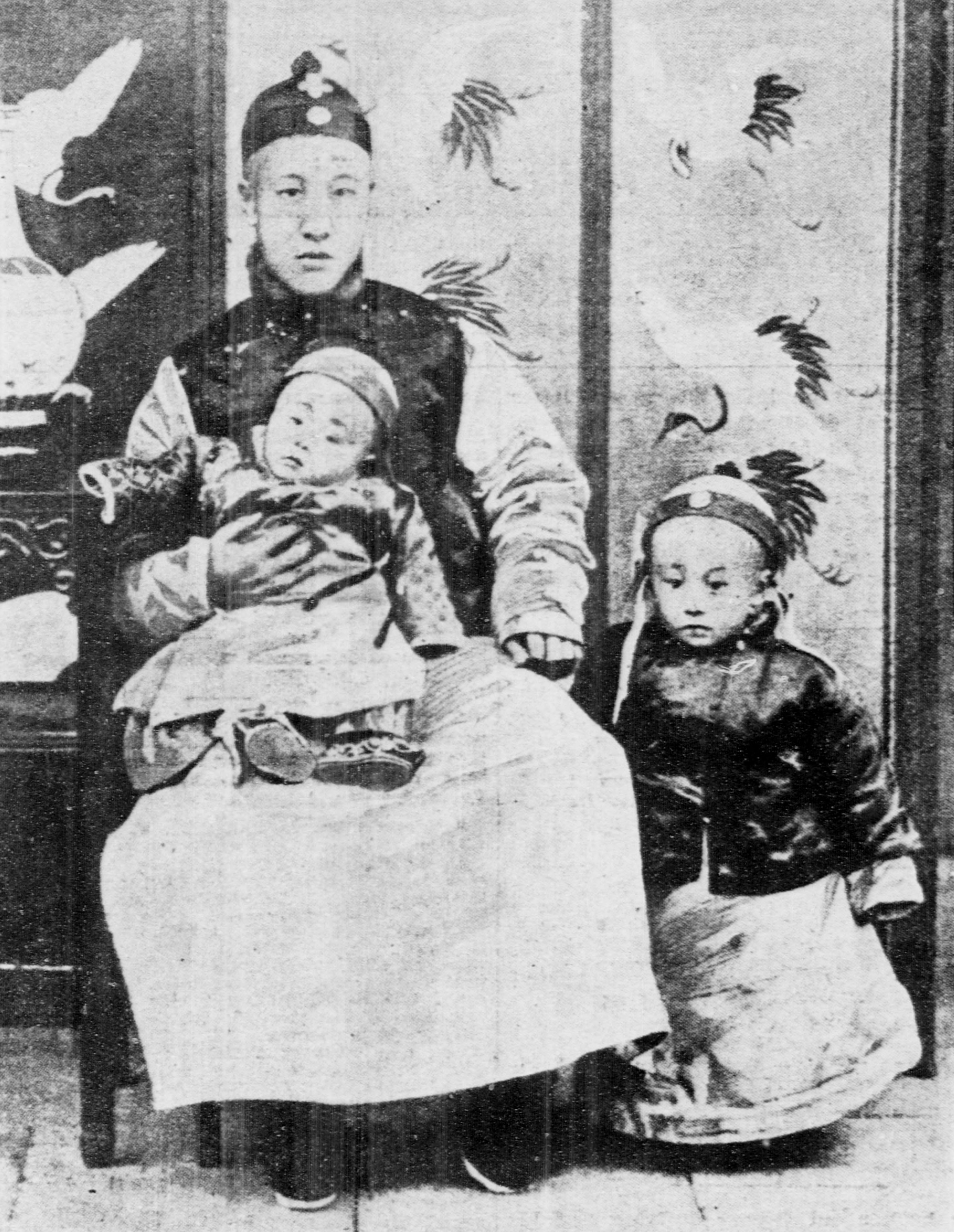
Tải Phong cùng các con trai Phổ Nghi (bên phải) và Phổ Kiệt

Phổ Kiệt sinh ngày 16 tháng 4 năm 1907, là con trai thứ hai của Thân vương Tải Phong và Ấu Lan. Khi còn nhỏ, ông đã được đưa vào Tử Cấm Thành ở Bắc Kinh để chơi và học cùng anh trai của ông là Phổ Nghi. Một sự cố nổi tiếng được mọi người biết đến khi người anh Phổ Nghi đã giận dữ khi thấy áo lót bên trong áo khoác của Phổ Kiệt là màu vàng. Màu vàng trong truyền thống là màu sắc chỉ dành riêng cho Hoàng Đế.
Năm 1929, Phổ Kiệt được gửi sang Nhật Bản để học tập. Ông tốt nghiệp ở Học Tập viện và nói được tiếng Nhật thành thạo. Sau đó Phổ Kiệt tiếp tục học ở Trường Sĩ quan Lục quân (Đế quốc Nhật Bản), tốt nghiệp vào tháng 7 năm 1935.

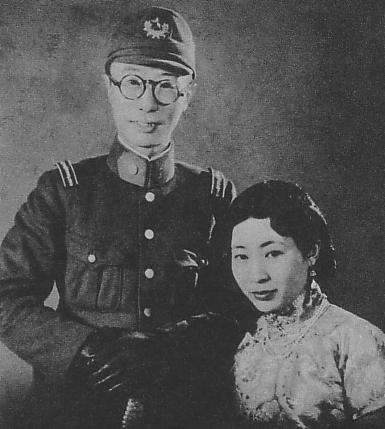
Phổ Kiệt và Hiro Saga

Phổ Kiệt kết hôn lần đầu vào năm 1924 với một tiểu thư Mãn Châu, Đường Thạch Hà (唐石霞) thuộc họ Tha Tha Lạp (他他拉, Tatara). Ông để lại vợ mình ở Trung Quốc khi ông đi Nhật Bản học tập và cuộc hôn nhân đã đổ vỡ sau vài năm. Sau khi tốt nghiệp Trường sĩ quan lục quân (Đế quốc Nhật Bản), Phổ Kiệt đồng ý cuộc hôn nhân sắp đặt với một phụ nữ quý tộc Nhật Bản. Từ những bức ảnh được ứng cử ở những người trong Đạo quân Quan Đông, Phổ Kiệt đã lựa chọn Tha Nga Hạo (嵯峨 浩, Saga Hiro, 1914–1987), con gái của Tha Nga Thật Thắng (嵯峨実勝, Saga Senato) thuộc dòng quý tộc có họ hàng xa với Hoàng gia Nhật Bản. Đám cưới của ông chỉ mang đậm chất chính trị, và được xem là củng cố mối quan hệ giữa 2 bên Hoàng gia Nhật Bản và Hoàng tộc Mãn Châu.
Lễ Đính hôn được tổ chức tại Đại sứ quán Mãn Châu Quốc ở Tokyo vào ngày 2 tháng 2 năm 1937 và lễ cưới chính thức được diễn ra tại Quảng trường Quân đội Hoàng gia tại Kudanzaka, Tokyo, vào ngày 3 tháng 4. Tháng 10, ông và vợ chuyển đến Trường Xuân, Cát Lâm, thủ đô của Mãn Châu Quốc, nơi Phổ Nghi đang làm Hoàng Đế.

### Mãn Châu Quốc
Anh trai Phổ Nghi của ông không có con, Phổ Kiệt được xem là người kế vị ở Mãn Châu Quốc, và Nhật Bản công nhận ông là người thừa kế chính thức. Tuy nhiên, ông không được chỉ định bởi anh trai của mình như là người thừa kế triều đại Nhà Thanh, theo truyền thống hoàng gia, nếu hoàng đế không có con, ông buộc phải chọn người kế vị là một người trong gia đình. Trong khi đó ở Mãn Châu Quốc, Phổ Kiệt giữ chức thống lãnh danh dự của Vệ binh Hoàng gia Mãn Châu Quốc. Ông trở lại Nhật Bản trong thời gian ngắn vào năm 1944 để tiếp tục học ở Đại học Lục quân Đế quốc Nhật Bản.
Thời điểm Mãn Châu Quốc sụp đổ khi Liên Xô xâm lược Mãn Châu vào tháng 8 năm 1945, Phổ Kiệt đã cố gắng trốn thoát để sống lưu vong với anh trai của mình ở Nhật Bản. Tuy nhiên, ông đã quay lại Trường Xuân, Cát Lâm  trong nỗ lực bất thành để thành phố đầu hàng lực lượng Trung Quốc Quốc Dân Đảng của Trung Hoa Dân quốc, hơn là để thành phố vào tay Nước Nga.
Phổ Kiệt đã bị bắt bởi Hồng Quân Liên Xô, và được gửi đến các nhà tù Chita và Khabarovsk ở Siberia cùng với anh trai mình và những người khác. Với sự cải thiện quan hệ Trung-Xô sau khi Đảng Cộng sản Trung Quốc thành lập Cộng hòa Nhân dân Trung Hoa, Phổ Kiệt được dẫn độ về Trung Quốc vào năm 1950.

### Tại Cộng hòa Nhân dân Trung Hoa
Sau khi quay lại Trung Quốc, Phổ Kiệt đã bị giam tại Phủ Thuận Trung tâm Giam Giữ Tội Phạm Chiến tranh. Như một tù nhân hình mẫu, ông trở thành một biểu tượng của sự khoan hồng của chế độ cộng sản, tham gia Đảng Cộng sản Trung Quốc, và sau đó tên ông được phục vụ trong một số bài viết quan trọng.
Năm 1978, Phổ Kiệt trở thành Đại biểu của Thượng Hải ở tại Quốc hội Nhân dân lần thứ 5. Sau đó ông giữ chức Đại biểu ở Liêu Ninh, thành viên của Ban Thường vụ Bộ Chính trị Đảng Cộng sản Trung Quốc, và sau đó là Phó chủ tịch Ủy ban Dân tộc của Quốc hội nhân dân toàn quốc lần thứ 6 vào năm 1983. Ông được bổ nhiệm làm Phó trưởng Nhóm Thân Hữu Trung Quốc-Nhật Bản từ năm 1985. Ông được đưa lên vị trí Chủ tịch của Đại hội nhân dân toàn quốc lần thứ 7 năm 1988. Từ năm 1986, Phổ Kiệt giữ chức vị Giám đốc của Quỹ phúc lợi người tàn tật.
Ngoài ra, ông là một cố vấn kỹ thuật về bộ phim năm 1987 Hoàng đế cuối cùng.
Năm 1994, ông qua đời và xác ông được hỏa thiêu và được chôn ở tại Trung Quốc (Nghĩa trang cách mạng Bát Bảo Sơn) và Nhật Bản.

## Tổ tiên
| \| \| \| \| \| \| \| \| \| \| \| \| \| \| \| \| \| \| \| \| 16. Gia Khánh \| \| \| \| \| \| \| \| \| \| \| \| \| \| \| \| \| \| \| \| \| \| \| \| \| \| \| \| \| \| \| \| \| \| \| \| \| \| \| \| \| \| \| \| \| \| \| \| \| \| \| \| \| \| 8. Đạo Quang \| \| \| \| \| \| \| \| \| \| \| \| \| \| \| \| \| \| \| \| \| \| \| \| \| \| \| \| \| \| \| \| \| \| \| \| \| \| \| \| \| \| \| \| \| \| \| \| \| \| \| \| \| \| 17. Hiếu Thục Duệ Hoàng hậu \| \| \| \| \| \| \| \| \| \| \| \| \| \| \| \| \| \| \| \| \| \| \| \| \| \| \| \| \| \| \| \| \| \| \| \| \| \| \| \| \| \| \| \| \| \| \| \| \| \| \| \| \| \| 4. Hàm Phong \| \| \| \| \| \| \| \| \| \| \| \| \| \| \| \| \| \| \| \| \| \| \| \| \| \| \| \| \| \| \| \| \| \| \| \| \| \| \| \| \| \| \| \| \| \| \| \| \| \| \| \| \| \| 18. Ô Nhã Linh Thọ \| \| \| \| \| \| \| \| \| \| \| \| \| \| \| \| \| \| \| \| \| \| \| \| \| \| \| \| \| \| \| \| \| \| \| \| \| \| \| \| \| \| \| \| \| \| \| \| \| \| \| \| \| \| 9. Trang Thuận Hoàng quý phi \| \| \| \| \| \| \| \| \| \| \| \| \| \| \| \| \| \| \| \| \| \| \| \| \| \| \| \| \| \| \| \| \| \| \| \| \| \| \| \| \| \| \| \| \| \| \| \| \| \| \| \| \| \| 2. Tải Phong \| \| \| \| \| \| \| \| \| \| \| \| \| \| \| \| \| \| \| \| \| \| \| \| \| \| \| \| \| \| \| \| \| \| \| \| \| \| \| \| \| \| \| \| \| \| \| \| \| \| \| \| \| \| 10. Lưu Giai Thị Đức Khánh \| \| \| \| \| \| \| \| \| \| \| \| \| \| \| \| \| \| \| \| \| \| \| \| \| \| \| \| \| \| \| \| \| \| \| \| \| \| \| \| \| \| \| \| \| \| \| \| \| \| \| \| \| \| 5. Lưu Giai Thị \| \| \| \| \| \| \| \| \| \| \| \| \| \| \| \| \| \| \| \| \| \| \| \| \| \| \| \| \| \| \| \| \| \| \| \| \| \| \| \| \| \| \| \| \| \| \| \| \| \| \| \| \| \| 1. Phổ Kiệt \| \| \| \| \| \| \| \| \| \| \| \| \| \| \| \| \| \| \| \| \| \| \| \| \| \| \| \| \| \| \| \| \| \| \| \| \| \| \| \| \| \| \| \| \| \| \| \| \| \| \| \| \| \| 24. Qua Nhĩ Giai Tháp Tư Hà \| \| \| \| \| \| \| \| \| \| \| \| \| \| \| \| \| \| \| \| \| \| \| \| \| \| \| \| \| \| \| \| \| \| \| \| \| \| \| \| \| \| \| \| \| \| \| \| \| \| \| \| \| \| 12. Qua Nhĩ Giai Trường Thọ \| \| \| \| \| \| \| \| \| \| \| \| \| \| \| \| \| \| \| \| \| \| \| \| \| \| \| \| \| \| \| \| \| \| \| \| \| \| \| \| \| \| \| \| \| \| \| \| \| \| \| \| \| \| 6. Qua Nhĩ Giai Vinh Lộc \| \| \| \| \| \| \| \| \| \| \| \| \| \| \| \| \| \| \| \| \| \| \| \| \| \| \| \| \| \| \| \| \| \| \| \| \| \| \| \| \| \| \| \| \| \| \| \| \| \| \| \| \| \| 3. Qua Nhĩ Giai Ấu Lan \| \| \| \| \| \| \| \| \| \| \| \| \| \| \| \| \| \| \| \| \| \| \| \| \| \| \| \| \| \| \| \| \| \| \| \| \| \| \| \| \| \| \| \| \| \| \| \| \| \| \| \| \| \| 7. Diệp Hách Na Lạp Thị \| \| \| \| \| \| \| \| \| \| \| \| \| \| \| \| \| \| \| \| \| \| \| \| \| \| \| \| \| \| \| \| \| \| \| \| \| \| \| \| \| \| \| \| \| \| \| \| \| \| \| \| |                              |  |  |  |  |  |  |  |  |  |  |  |  |  |  |  |
| |                              |  |  |  |  |  |  |  |  |  |  |  |  |  |  |  |
| | 16. Gia Khánh                |  |  |  |  |  |  |  |  |  |  |  |  |  |  |  |
| |                              |  |  |  |  |  |  |  |  |  |  |  |  |  |  |  |
| |                              |  |  |  |  |  |  |  |  |  |  |  |  |  |  |  |
| | 8. Đạo Quang                 |  |  |  |  |  |  |  |  |  |  |  |  |  |  |  |
| |                              |  |  |  |  |  |  |  |  |  |  |  |  |  |  |  |
| |                              |  |  |  |  |  |  |  |  |  |  |  |  |  |  |  |
| | 17. Hiếu Thục Duệ Hoàng hậu  |  |  |  |  |  |  |  |  |  |  |  |  |  |  |  |
| |                              |  |  |  |  |  |  |  |  |  |  |  |  |  |  |  |
| |                              |  |  |  |  |  |  |  |  |  |  |  |  |  |  |  |
| | 4. Hàm Phong                 |  |  |  |  |  |  |  |  |  |  |  |  |  |  |  |
| |                              |  |  |  |  |  |  |  |  |  |  |  |  |  |  |  |
| |                              |  |  |  |  |  |  |  |  |  |  |  |  |  |  |  |
| | 18. Ô Nhã Linh Thọ           |  |  |  |  |  |  |  |  |  |  |  |  |  |  |  |
| |                              |  |  |  |  |  |  |  |  |  |  |  |  |  |  |  |
| |                              |  |  |  |  |  |  |  |  |  |  |  |  |  |  |  |
| | 9. Trang Thuận Hoàng quý phi |  |  |  |  |  |  |  |  |  |  |  |  |  |  |  |
| |                              |  |  |  |  |  |  |  |  |  |  |  |  |  |  |  |
| |                              |  |  |  |  |  |  |  |  |  |  |  |  |  |  |  |
| | 2. Tải Phong                 |  |  |  |  |  |  |  |  |  |  |  |  |  |  |  |
| |                              |  |  |  |  |  |  |  |  |  |  |  |  |  |  |  |
| |                              |  |  |  |  |  |  |  |  |  |  |  |  |  |  |  |
| | 10. Lưu Giai Thị Đức Khánh   |  |  |  |  |  |  |  |  |  |  |  |  |  |  |  |
| |                              |  |  |  |  |  |  |  |  |  |  |  |  |  |  |  |
| |                              |  |  |  |  |  |  |  |  |  |  |  |  |  |  |  |
| | 5. Lưu Giai Thị              |  |  |  |  |  |  |  |  |  |  |  |  |  |  |  |
| |                              |  |  |  |  |  |  |  |  |  |  |  |  |  |  |  |
| |                              |  |  |  |  |  |  |  |  |  |  |  |  |  |  |  |
| | 1. Phổ Kiệt                  |  |  |  |  |  |  |  |  |  |  |  |  |  |  |  |
| |                              |  |  |  |  |  |  |  |  |  |  |  |  |  |  |  |
| |                              |  |  |  |  |  |  |  |  |  |  |  |  |  |  |  |
| | 24. Qua Nhĩ Giai Tháp Tư Hà  |  |  |  |  |  |  |  |  |  |  |  |  |  |  |  |
| |                              |  |  |  |  |  |  |  |  |  |  |  |  |  |  |  |
| |                              |  |  |  |  |  |  |  |  |  |  |  |  |  |  |  |
| | 12. Qua Nhĩ Giai Trường Thọ  |  |  |  |  |  |  |  |  |  |  |  |  |  |  |  |
| |                              |  |  |  |  |  |  |  |  |  |  |  |  |  |  |  |
| |                              |  |  |  |  |  |  |  |  |  |  |  |  |  |  |  |
| | 6. Qua Nhĩ Giai Vinh Lộc     |  |  |  |  |  |  |  |  |  |  |  |  |  |  |  |
| |                              |  |  |  |  |  |  |  |  |  |  |  |  |  |  |  |
| |                              |  |  |  |  |  |  |  |  |  |  |  |  |  |  |  |
| | 3. Qua Nhĩ Giai Ấu Lan       |  |  |  |  |  |  |  |  |  |  |  |  |  |  |  |
| |                              |  |  |  |  |  |  |  |  |  |  |  |  |  |  |  |
| |                              |  |  |  |  |  |  |  |  |  |  |  |  |  |  |  |
| | 7. Diệp Hách Na Lạp Thị      |  |  |  |  |  |  |  |  |  |  |  |  |  |  |  |
| |                              |  |  |  |  |  |  |  |  |  |  |  |  |  |  |  |
| |                              |  |  |  |  |  |  |  |  |  |  |  |  |  |  |  |

## Hậu duệ
Phổ Kiệt có hai người con gái.
- Tuệ Sanh (慧生; 1938–1957), sinh ở Trường Xuân, Cát Lâm vào tháng 2 năm 1938 và được giáo dục tư nhân, sau đó học tại đại học Gakushuin. Bà được cho là đã tự sát vào ngày 10 tháng 12 năm 1957.
- Hộ Sanh (嫮生; sinh 1940), sinh ở Tôkyo, sau đó được đưa sang Mãn Châu quốc, rồi được đưa trở về Nhật, được giáo dục tư nhân, sau đó học tại đại học nữ Gakushuin ở Tokyo. Bà kết hôn với Kosei Fukunaga, một quý tộc người Nhật làm việc trong ngành công nghiệp xe hơi ở Tokyo. Bà có năm người con.

Năm 1961, Phổ Kiệt đã được đoàn tụ với người vợ của mình với sự cho phép của Thủ tướng Trung Quốc Chu Ân Lai. Ông và vợ sống ở Bắc Kinh từ 1961 cho đến khi vợ mất vào năm 1987.